# Birmingham City Women Football Club 2020-2021
Questa voce raccoglie le informazioni riguardanti il Birmingham City Women Football Club nelle competizioni ufficiali della stagione 2020-2021.

## Stagione
In avvio di stagione Carla Ward è diventata la nuova allenatrice della squadra, subentrando alla gestione ad interim di Charlie Baxter. Il campionato di FA Women's Super League è stato concluso per il secondo anno di fila all'undicesimo e penultimo posto con 14 punti conquistati in 22 giornate, frutto di 3 vittorie, 6 pareggi e 13 sconfitte, mantenendo la categoria anche grazie alla sconfitta del Bristol City all'ultima giornata. La partita del 10 gennaio 2021, valida per l'undicesima giornata, contro il Tottenham, non è stata disputata perché il Birmingham City si è presentato allo stadio con sole sette giocatrici; un tribunale indipendente, interpellato dalla FA, assegnò la vittoria a tavolino al Tottenham perché il Birmingham City aveva violato la regola federale 11.3.18. Inoltre, il club ricevette un punto di penalizzazione perché il 25 aprile 2021, nel corso della partita casalinga contro il Reading, valida per la ventesima giornata, era stata schierata Ruesha Littlejohn, che non aveva ancora scontato una squalificata comminatale nel corso di una partita di League Cup.
La FA Women's Cup ha subito una riprogrammazione a causa delle restrizioni legate alla pandemia; infatti, il quarto turno è stato disputato nel mese di aprile 2021, venendo poi completata nell'autunno successivo. La squadra, che era partita dal quarto turno, è arrivata ai quarti di finale, dove è stata eliminata dal Chelsea, vittorioso 4-0. In FA Women's League Cup la squadra è stata eliminata al termine della fase a gruppi, avendo concluso al secondo posto alle spalle del Leicester City e non rientrando tra le migliori seconde classificate.
A inizio aprile 2021 le calciatrici del Birmingham City firmarono una lettera formale diretta al consiglio di amministrazione della società, e rilasciata pubblicamente, nella quale lamentavano la carenza di budget e le carenze nel sostegno medico, che limitavano e influivano sulle loro condizioni di lavoro. La lettera ricevette subito l'appoggio della PFA, l'associazione che riunisce i calciatori professionisti. L'8 aprile 2021 la società rilasciò un comunicato dove confermava il proprio impegno nel supportare la squadra femminile e mostrando rammarico perché situazioni che potevano essere risolte internamente erano state rese pubbliche; la società annunciò anche che dalla stagione successiva le partite casalinghe sarebbero state giocate allo stadio St Andrew's.
Poco dopo la fine del campionato e al termine della sfida del quinto turno di FA Cup contro il Southampton, Carla Ward ha rassegnato le dimissioni da allenatrice.

## Maglie e sponsor
Le tenute di gioco solo le stesse adottate dal Birmingham City maschile.
| Casa | Trasferta | Terza divisa |

## Rosa
| N. |                             | Ruolo | Calciatrice       |
| -- | --------------------------- | ----- | ----------------- |
| 1  | Inghilterra (bandiera)      | P     | Hannah Hampton    |
| 2  | Inghilterra (bandiera)      | D     | Sarah Mayling     |
| 3  | Irlanda (bandiera)          | D     | Harriet Scott     |
| 4  | Scozia (bandiera)           | D     | Rachel Corsie     |
| 4  | Inghilterra (bandiera)      | D     | Ruby Mace         |
| 7  | Irlanda del Nord (bandiera) | C     | Chloe McCarron    |
| 8  | Inghilterra (bandiera)      | C     | Mollie Green      |
| 9  | Grecia (bandiera)           | A     | Veatriki Sarri    |
| 10 | Scozia (bandiera)           | C     | Christie Murray   |
| 11 | Scozia (bandiera)           | C     | Abbi Grant        |
| 12 | Irlanda (bandiera)          | A     | Ruesha Littlejohn |
| 14 | Inghilterra (bandiera)      | A     | Emma Kelly        |
| 16 | Inghilterra (bandiera)      | D     | Georgia Brougham  |
| 17 | Inghilterra (bandiera)      | C     | Heidi Logan       |

| N. |                             | Ruolo | Calciatrice        |
| -- | --------------------------- | ----- | ------------------ |
| 18 | Inghilterra (bandiera)      | A     | Claudia Walker     |
| 19 | Inghilterra (bandiera)      | A     | Lucy Whipp         |
| 20 | Scozia (bandiera)           | D     | Jamie-Lee Napier   |
| 22 | Inghilterra (bandiera)      | C     | Connie Scofield    |
| 23 | Inghilterra (bandiera)      | C     | Destiney Toussaint |
| 24 | Inghilterra (bandiera)      | P     | Sophie Whitehouse  |
| 25 | Irlanda del Nord (bandiera) | C     | Rebecca Holloway   |
| 26 | Inghilterra (bandiera)      | D     | Lily Simkin        |
| 29 | Inghilterra (bandiera)      | C     | Ella Powell        |
| 30 | Inghilterra (bandiera)      | D     | Gemma Lawley       |
| 32 | Inghilterra (bandiera)      | C     | Abi Cowie          |
| 35 | Inghilterra (bandiera)      | A     | Emily Murphy       |
|    | Polonia (bandiera)          | P     | Daniela Kosinska   |

## Calciomercato

### Sessione estiva
| Acquisti | Acquisti           | Acquisti          | Acquisti             |
| R.       | Nome               | da                | Modalità             |
| -------- | ------------------ | ----------------- | -------------------- |
| P        | Daniela Kosinska   | Stoke City        | doppia registrazione |
| D        | Georgia Brougham   | Everton           | prestito             |
| D        | Rachel Corsie      | Utah Royals FC    | prestito             |
| C        | Mollie Green       | Manchester United | [ 17 ]               |
| C        | Chloe McCarron     | Linfield Ladies   | [ 18 ]               |
| C        | Christie Murray    | Liverpool         | [ 19 ]               |
| C        | Jamie-Lee Napier   | Chelsea           | prestito             |
| C        | Destiney Toussaint | London Bees       | [ 21 ]               |

| Cessioni | Cessioni         | Cessioni          | Cessioni |
| R.       | Nome             | a                 | Modalità |
| -------- | ---------------- | ----------------- | -------- |
| P        | Alexandra Brooks | Blackburn Rovers  | [ 22 ]   |
| D        | Freya Gregory    | Aston Villa       | [ 23 ]   |
| D        | Kerys Harrop     | Tottenham         | [ 24 ]   |
| D        | Adrienne Jordan  | OL Reign          | [ 25 ]   |
| C        | Chloe Arthur     | Aston Villa       | [ 26 ]   |
| C        | Lucy Staniforth  | Manchester United | [ 27 ]   |
| C        | Brianna Visalli  | Houston Dash      | [ 28 ]   |
| A        | Rachel Williams  | Tottenham         | [ 29 ]   |

### Sessione invernale
| Acquisti | Acquisti          | Acquisti       | Acquisti |
| R.       | Nome              | da             | Modalità |
| -------- | ----------------- | -------------- | -------- |
| P        | Sophie Whitehouse | Tottenham      | [ 30 ]   |
| D        | Ruby Mace         | Arsenal        | prestito |
| A        | Ruesha Littlejohn | Leicester City | [ 32 ]   |
| A        | Emily Murphy      | Chelsea        | prestito |
| A        | Veatriki Sarri    | Sheffield Utd  | [ 34 ]   |

| Cessioni | Cessioni           | Cessioni       | Cessioni      |
| R.       | Nome               | a              | Modalità      |
| -------- | ------------------ | -------------- | ------------- |
| D        | Rachel Corsie      | Utah Royals FC | fine prestito |
| C        | Chloe McCarron     | Glentoran      | [ 36 ]        |
| C        | Destiney Toussaint | Coventry Utd   | [ 37 ]        |

## Risultati

### FA Women's Super League

#### Girone di andata
| Arbitro: | Whitton |

|                          |           |  |
| Connolly 58’ Kaagman 60’ | Marcatori |  |

| Arbitro: | Oliver |

|                               |           |                                             |
| Walker 14’ McManus 27’ (aut.) | Marcatori | 5’ Ross 36’ Zelem 47’ Toone 60’, 79’ Hanson |

| Arbitro: | Bryne |

|  |           |          |
|  | Marcatori | 9’ Kirby |

| Arbitro: | Garratt |

|  |           |            |
|  | Marcatori | 72’ Walker |

| Arbitro: | Pearson |

|  |           |                                                   |
|  | Marcatori | 16’ Corsie 32’ Green 50’ Walker 65’ (rig.) Murray |

| Arbitro: | Watkins |

|           |           |                                  |
| Walker 9’ | Marcatori | 43’ (aut.) Walker 73’ van Egmond |

| Arbitro: | Welch |

|  |           |            |
|  | Marcatori | 72’ Walker |

| Arbitro: | Hattersley |

|                                |           |  |
| Foord 57’ Roord 62’ Little 87’ | Marcatori |  |

| Arbitro: | Benn |

|  |           |                                             |
|  | Marcatori | 36’ Scott 45’ Lehmann 50’ Emslie 88’ Magill |

| Arbitro: | Conley |

|  |           |                                  |
|  | Marcatori | 40’, 52’ Mewis 53’ Hemp 66’ Weir |

| Harrow 10 gennaio 2021, ore 14:00 UTC+0 11ª giornata | Tottenham | – a tavolino al Tottenham | Birmingham City | The Hive Stadium |

#### Girone di ritorno
| Solihull 17 gennaio 2021, ore 14:00 UTC+0 12ª giornata | Birmingham City | 0 – 0 referto | Brighton & Hove | Damson Park\| Arbitro: \| Conley \| |
| Arbitro:                                               | Conley          |               |                 |                                     |

| Arbitro: | Pearson |

|                      |           |  |
| Galton 46’ Toone 81’ | Marcatori |  |

| Arbitro: | Benn |

|            |           |            |
| Turner 22’ | Marcatori | 34’ Napier |

| Arbitro: | Simms |

|             |           |             |
| Sarri 90+6’ | Marcatori | 28’ Gregory |

| Arbitro: | Simms |

|  |           |                                      |
|  | Marcatori | 37’, 39’ Foord 76’ Miedema 90’ Evans |

| Arbitro: | Pearson |

|                             |           |                      |
| van Egmond 46’ Svitková 73’ | Marcatori | 9’ Murphy 90+4’ Mace |

| Arbitro: | Dowle |

|            |           |               |
| Murray 58’ | Marcatori | 913’ Wellings |

| Arbitro: | Garratt |

|                                                  |           |  |
| Kerr 25’, 45’, 45+3’ Kirby 61’, 90+1’ Reiten 73’ | Marcatori |  |

| Arbitro: | May |

|         |           |          |
| Mace 6’ | Marcatori | 63’ Rowe |

| Arbitro: | Heaslip |

|                                       |           |  |
| Kelly 10’, 23’ Morgan 85’ Mewis 90+4’ | Marcatori |  |

| Arbitro: | Benn |

|  |           |            |
|  | Marcatori | 71’ Graham |

### FA Women's Cup
| Solihull 18 aprile 2021, ore 14:00 UTC+1 Quarto turno                                          | Birmingham City | 5 – 1 referto | Coventry Utd | Damson Park |
| \| \| \| \| \| Walker 3’, 77’ Murphy 66’ Mayling 90+1’, 90+3’ \| Marcatori \| 90+2’ Stevens \| |                 |               |              |             |
|                                                                                                |                 |               |              |             |
| Walker 3’, 77’ Murphy 66’ Mayling 90+1’, 90+3’                                                 | Marcatori       | 90+2’ Stevens |              |             |

| Solihull 16 maggio 2021, ore 12:30 UTC+1 Quinto turno                                   | Birmingham City | 3 – 2 referto        | Southampton | Damson Park |
| \| \| \| \| \| Green 37’ Murphy 58’ Mayling 67’ \| Marcatori \| 84’ Morris 87’ Pusey \| |                 |                      |             |             |
|                                                                                         |                 |                      |             |             |
| Green 37’ Murphy 58’ Mayling 67’                                                        | Marcatori       | 84’ Morris 87’ Pusey |             |             |

| Arbitro: | Simms |

|  |           |                                      |
|  | Marcatori | 61’ Kerr 70’, 72’ Kirby 90+3’ Harder |

### FA Women's League Cup
| Bamber Bridge 7 ottobre 2020, ore 19:45 UTC+1 Gruppo E - 1ª giornata | Blackburn Rovers | 0 – 1 referto | Birmingham City | Irongate |
| \| \| \| \| \| \| Marcatori \| 81’ Walker \|                         |                  |               |                 |          |
|                                                                      |                  |               |                 |          |
|                                                                      | Marcatori        | 81’ Walker    |                 |          |

| Arbitro: | Garratt |

|                                                |                      |                                               |
| Murray Walker Hampton Brougham Corsie Scofield | Tiri di rigore 5 – 6 | Allen Devlin Smith Plumptre Blanchard Everett |

## Statistiche

### Statistiche di squadra
| Competizione            | Punti | In casa | In casa | In casa | In casa | In casa | In casa | In trasferta | In trasferta | In trasferta | In trasferta | In trasferta | In trasferta | Totale | Totale | Totale | Totale | Totale | Totale | DR  |
| Competizione            | Punti | G       | V       | N       | P       | Gf      | Gs      | G            | V            | N            | P            | Gf           | Gs           | G      | V      | N      | P      | Gf     | Gs     | DR  |
| ----------------------- | ----- | ------- | ------- | ------- | ------- | ------- | ------- | ------------ | ------------ | ------------ | ------------ | ------------ | ------------ | ------ | ------ | ------ | ------ | ------ | ------ | --- |
| FA Women's Super League | 14    | 11      | 0       | 4       | 7       | 6       | 24      | 11           | 3            | 2            | 6            | 9            | 20           | 22     | 3      | 6      | 13     | 15     | 44     | -29 |
| FA Women's Cup          | -     | 3       | 2       | 0       | 1       | 8       | 7       | 0            | 0            | 0            | 0            | 0            | 0            | 3      | 2      | 0      | 1      | 8      | 7      | +1  |
| FA Women's League Cup   | -     | 1       | 0       | 1       | 0       | 0       | 0       | 1            | 1            | 0            | 0            | 1            | 0            | 2      | 1      | 1      | 0      | 1      | 0      | +1  |
| Totale                  | -     | 15      | 2       | 5       | 8       | 14      | 31      | 12           | 4            | 2            | 6            | 10           | 20           | 27     | 6      | 7      | 14     | 24     | 51     | -27 |

### Andamento in campionato
| Giornata  | 1  | 2  | 3  | 4 | 5 | 6 | 7 | 8 | 9 | 10 | 11 | 12 | 13 | 14 | 15 | 16 | 17 | 18 | 19 | 20 | 21 | 22 |
| --------- | -- | -- | -- | - | - | - | - | - | - | -- | -- | -- | -- | -- | -- | -- | -- | -- | -- | -- | -- | -- |
| Luogo     | T  | C  | C  | T | T | C | T | T | C | C  | T  | C  | T  | T  | C  | C  | T  | C  | T  | C  | T  | C  |
| Risultato | P  | P  | P  | V | V | P | V | P | P | P  | P  | N  | P  | N  | N  | P  | N  | N  | P  | N  | P  | P  |
| Posizione | 10 | 11 | 10 | 8 | 7 | 7 | 6 | 7 | 7 | 7  | 8  | 8  | 9  | 9  | 9  | 9  | 9  | 9  | 10 | 9  | 10 | 11 |

Legenda:

Luogo: C = Casa; T = Trasferta. Risultato: V = Vittoria; N = Pareggio; P = Sconfitta.

### Statistiche delle giocatrici
| Giocatore     | FA Women's Super League | FA Women's Super League | FA Women's Super League | FA Women's Super League | FA Women's Cup | FA Women's Cup | FA Women's Cup | FA Women's Cup | FA Women's League Cup | FA Women's League Cup | FA Women's League Cup | FA Women's League Cup | Totale   | Totale | Totale      | Totale     |
| Giocatore     | Presenze                | Reti                    | Ammonizioni             | Espulsioni              | Presenze       | Reti           | Ammonizioni    | Espulsioni     | Presenze              | Reti                  | Ammonizioni           | Espulsioni            | Presenze | Reti   | Ammonizioni | Espulsioni |
| ------------- | ----------------------- | ----------------------- | ----------------------- | ----------------------- | -------------- | -------------- | -------------- | -------------- | --------------------- | --------------------- | --------------------- | --------------------- | -------- | ------ | ----------- | ---------- |
| G. Brougham   | 19                      | 0                       | 0                       | 0                       | 2              | 0              | 0              | 0              | 2                     | 0                     | 0                     | 0                     | 23       | 0      | 0           | 0          |
| R. Corsie     | 7                       | 1                       | 1                       | 0                       | -              | -              | -              | -              | 2                     | 0                     | 0                     | 0                     | 9        | 1      | 1           | 0          |
| A. Cowie      | 0                       | 0                       | 0                       | 0                       | 1              | 0              | 0              | 0              | -                     | -                     | -                     | -                     | 1        | 0      | 0           | 0          |
| J. Finn       | -                       | -                       | -                       | -                       | 1              | 0              | 0              | 0              | -                     | -                     | -                     | -                     | 1        | 0      | 0           | 0          |
| A. Grant      | 2                       | 0                       | 2                       | 1                       | 1              | 0              | 0              | 0              | 1                     | 0                     | 0                     | 0                     | 4        | 0      | 2           | 1          |
| M. Green      | 17                      | 1                       | 0                       | 0                       | 2              | 1              | 0              | 0              | 2                     | 0                     | 0                     | 0                     | 21       | 2      | 0           | 0          |
| H. Hampton    | 21                      | -44                     | 0                       | 0                       | 1              | -2             | 0              | 0              | 1                     | 0                     | 0                     | 0                     | 23       | -46    | 0           | 0          |
| R. Holloway   | 21                      | 0                       | 3                       | 0                       | 3              | 0              | 0              | 0              | 2                     | 0                     | 0                     | 0                     | 26       | 0      | 3           | 0          |
| M. Hourihan   | -                       | -                       | -                       | -                       | 1              | -4             | 0              | 0              | -                     | -                     | -                     | -                     | 1        | -4     | 0           | 0          |
| E. Kelly      | 16                      | 0                       | 2                       | 0                       | 1              | 0              | 0              | 0              | 2                     | 0                     | 0                     | 0                     | 19       | 0      | 2           | 0          |
| D. Kosinska   | -                       | -                       | -                       | -                       | -              | -              | -              | -              | 1                     | 0                     | 0                     | 0                     | 1        | 0      | 0           | 0          |
| G. Lawley     | 5                       | 0                       | 0                       | 0                       | 2              | 0              | 0              | 0              | 2                     | 0                     | 0                     | 0                     | 9        | 0      | 0           | 0          |
| R. Littlejohn | 11                      | 0                       | 6                       | 0                       | 0              | 0              | 0              | 0              | -                     | -                     | -                     | -                     | 11       | 0      | 6           | 0          |
| H. Logan      | 0                       | 0                       | 0                       | 0                       | 1              | 0              | 0              | 0              | 0                     | 0                     | 0                     | 0                     | 1        | 0      | 0           | 0          |
| R. Mace       | 11                      | 2                       | 0                       | 0                       | 2              | 0              | 0              | 0              | -                     | -                     | -                     | -                     | 13       | 2      | 0           | 0          |
| S. Mayling    | 18                      | 0                       | 2                       | 0                       | 2              | 3              | 0              | 0              | 1                     | 0                     | 0                     | 0                     | 21       | 3      | 2           | 0          |
| C. McCarron   | 10                      | 0                       | 1                       | 0                       | -              | -              | -              | -              | 2                     | 0                     | 1                     | 0                     | 12       | 0      | 2           | 0          |
| E. Murphy     | 11                      | 1                       | 1                       | 0                       | 2              | 2              | 0              | 0              | -                     | -                     | -                     | -                     | 13       | 3      | 1           | 0          |
| C. Murray     | 16                      | 2                       | 2                       | 0                       | 2              | 0              | 0              | 0              | 2                     | 0                     | 0                     | 0                     | 20       | 2      | 2           | 0          |
| J-L. Napier   | 19                      | 1                       | 1                       | 0                       | 2              | 0              | 0              | 0              | 2                     | 0                     | 0                     | 0                     | 23       | 1      | 1           | 0          |
| J. Pennock    | -                       | -                       | -                       | -                       | 1              | 0              | 0              | 0              | -                     | -                     | -                     | -                     | 1        | 0      | 0           | 0          |
| L. Quinn      | -                       | -                       | -                       | -                       | 1              | 0              | 0              | 0              | -                     | -                     | -                     | -                     | 1        | 0      | 0           | 0          |
| E. Ryan-Doyle | -                       | -                       | -                       | -                       | 1              | 0              | 0              | 0              | -                     | -                     | -                     | -                     | 1        | 0      | 0           | 0          |
| L. Robertson  | -                       | -                       | -                       | -                       | 1              | 0              | 0              | 0              | -                     | -                     | -                     | -                     | 1        | 0      | 0           | 0          |
| C. Sarri      | 1                       | 1                       | 0                       | 0                       | 2              | 0              | 0              | 0              | -                     | -                     | -                     | -                     | 3        | 1      | 0           | 0          |
| C. Scofield   | 8                       | 0                       | 2                       | 0                       | -              | -              | -              | -              | 2                     | 0                     | 0                     | 0                     | 10       | 0      | 2           | 0          |
| H. Scott      | 20                      | 0                       | 5                       | 0                       | 2              | 0              | 0              | 0              | 1                     | 0                     | 0                     | 0                     | 23       | 0      | 5           | 0          |
| D. Toussaint  | 6                       | 0                       | 0                       | 0                       | -              | -              | -              | -              | 2                     | 0                     | 0                     | 0                     | 8        | 0      | 0           | 0          |
| C. Walker     | 21                      | 5                       | 0                       | 0                       | 2              | 2              | 0              | 0              | 2                     | 1                     | 0                     | 0                     | 25       | 8      | 0           | 0          |
| E. Whelan     | -                       | -                       | -                       | -                       | 1              | 0              | 0              | 0              | -                     | -                     | -                     | -                     | 1        | 0      | 0           | 0          |
| L. Whipp      | 20                      | 0                       | 1                       | 0                       | 3              | 0              | 0              | 0              | 1                     | 0                     | 0                     | 0                     | 24       | 0      | 1           | 0          |
| S. Whitehouse | 0                       | 0                       | 0                       | 0                       | 2              | -1             | 0              | 0              | -                     | -                     | -                     | -                     | 2        | -1     | 0           | 0          |